# ANAPC5
Субъединица комплекса стимуляции анафазы 5 (англ. Anaphase-promoting complex subunit 5) — фермент, кодируемый у человека геном ANAPC5.
Комплекс стимуляции анафазы (APC) состоит из, по меньшей мере, 8 белковых субъединиц, в том числе APC5, CDC27 (APC3; MIM 116946), CDC16 (APC6; MIM 603461), и CDC23 (APC8; MIM 603462).

## Взаимодействия
ANAPC5, как было выявлено, взаимодействует с ANAPC1, ANAPC4, CDC27 и PABPC1.